# Gethalsen
Gethalsen är en sjö i Älvdalens kommun i Dalarna och ingår i Dalälvens huvudavrinningsområde. Sjön har en area på 0,155 kvadratkilometer och ligger 467,3 meter över havet. Sjön avvattnas av vattendraget Dysån (Uppdjusån).

## Delavrinningsområde
Gethalsen ingår i det delavrinningsområde (678586-139372) som SMHI kallar för Inloppet i Lill-Uppdjusen. Medelhöjden är 496 meter över havet och ytan är 8,23 kvadratkilometer. Det finns inga avrinningsområden uppströms utan avrinningsområdet är högsta punkten. Dysån (Uppdjusån) som avvattnar avrinningsområdet har biflödesordning 2, vilket innebär att vattnet flödar genom totalt 2 vattendrag innan det når havet efter 377 kilometer. Avrinningsområdet består mestadels av skog (60 procent) och sankmarker (24 procent). Avrinningsområdet har 0,5 kvadratkilometer vattenytor vilket ger det en sjöprocent på 6,1 procent.